# KBC Banka Beograd
KBC Banka Beograd est une banque serbe qui a son siège social à Belgrade, la capitale de la Serbie. Elle fait partie du groupe belge KBC.

## Activités
KBC Banka Beograd est une banque commerciale qui propose des services bancaires aux particuliers. Elle propose des comptes courants, des chéquiers et des cartes de crédit, des prêts, des produits d'épargne, un service de banque électronique ; elle pratique le change et offre également des services de paiements internationaux. Elle travaille également avec les entreprises.

## Capital
Le capital de KBC Banka Beograd est détenu à 100,00 % par le groupe belge KBC Insurance N.V.